# MOGA THE \5
MOGA THE ¥5（モガ・ザ・ファイヴ・エン）は、日本のロックバンド。ボーカル・ギター担当のエスカルゴを中心にして、1995年に結成された。2011年解散。PIZZA OF DEATH RECORDSに所属していた。

## 概要・来歴
最終のメンバーはエスカルゴ、サカグチ、ニシタニ、キングの4人。キング以外の3人は結成当時のオリジナルメンバーである。楽曲は主に、エスカルゴが作詞、サカグチが作曲を担当するという制作手順が初期から解散まで一貫されていた。詳細は後述のメンバーの節を参照のこと。
1995年に前述の3人で結成し活動を開始する。12月にリリースされたオムニバス盤『SANTA VA』にて初めて媒体として音源を発表。1996年に自主レーベルを立ち上げる。以降の数年間は自主レーベルより自主制作盤を幾つか発表し、そのほとんどを完売させる。
2000年8月、自主レーベルにて発売したアルバム『ハ・ル・カ・カ・ナ・タ・』をPIZZA OF DEATH RECORDSより再発表。以来、同レーベルの所属バンドとなり、以降の作品の発売元はすべて「PIZZA OF DEATH」名義となり、自主制作レーベルにて発表した過去のアルバムの幾つかを、同レーベルにて再発表した。
同月23日から25日に渋谷CLUB QUATTROにて行われたeastern youth主催のオムニバスライブイベント『極東最前線30 〜国民爆音大会2000〜』の最終日25日に出演。2001年8月にはライジング・サン・ロックフェスティバルにも出演した。2002年11月には、以前から親交の深かったバンド、NAHTとのスプリット盤『A Strange Stroke of Fate』を発表。
2004年3月に発表されたアルバム『居待月夜の話』の際に行われたツアーを切っ掛けに、ユッケがリードギター担当としてメンバーに加入。それまでスリーピースとして活動していたが、今回加入したことにより4人編成バンドとなる。
2008年12月にギターのユッケが脱退。
2009年1月にギターのキングが加入。
2011年2月にエスカルゴのバンド脱退に伴い、解散が発表される。

## メンバー
エスカルゴ（Escargot）
ボーカル、ギター担当。
サカグチ（Masahiro Sakaguchi）
ベース担当。
ニシタニ（Masatsugu Nishitani）
ドラムス担当。
キング（KING）
ギター担当。2009年1月より加入。

## 元メンバー
ユッケ（Yukke）
ギター、コーラス担当。2004年加入。2008年脱退

## ディスコグラフィー

### アルバム
- PEOPLE+5SONGS （1998年10月、再発：2002年2月20日）
  - ROOTS／SIC SONIC SOUL／VAMPIRE／HUMAN SCRAMBLE／A-DAY／INSECT COFFIN／PAIN HILL／+ (PLUS)／PACE OF LIFE／OUT OF SIGHT, OUT OF MIND／AN EVENING GLOW／WORSHIP
- ハ・ル・カ・カ・ナ・タ （1999年4月、再発：2000年8月23日）
  - 遥か彼方／うたかた／あいまいな世代の傷跡／預言者達と宴／風穴／尽きせぬ想い、果たせぬ夢／空白の世界／悩んでいるのは…
- 未完全論 （2001年1月17日）
  - 欲情に噎ぶ／進化の堕し仔／雲の行方／正しい言い訳／夢・幻・狂／無能であることの力／未完全論／ねじれた位置／人に降る雨／あさっての方向
- A STRANGE STROKE OF FATE （2002年11月7日）
  - （NAHTとのスプリット・アルバム）
  - 蒼白イナニカ…／乾きゆく想ひに／夕空のエレジー／遠くで汽笛を聞きながら／ムクロノオエツヨ／Feelings can change the same way／YOURS TRULY, 2095
- 居待月夜の話 （2004年3月17日）
  - アイシンクソウ／矛先は何処に…／ゼロの確率／ミニチュアな自由／恋は桃色／十代の過失／ダメになってもいいですか?／斜めに習え!／温度差在リ／21世紀の穴／徘徊者ひとり／過ぎ去るが如く／夕空のエレジー
- 其ノ群青 （2006年11月8日）
  - 群青／フィールナッシング／人間さん江／窓を眺む／マガイモノトーン／再教育ノススメ／実のならぬ樹／柵がいっぱい／短絡的アクション／パズル&ワード／微かな点滅／非日常の曲がり角／スクロール

#### 参加アルバム
- SANTA V.A. （1998年11月21日）
  - 日本のインディーズバンドの楽曲を収録したオムニバス・アルバム。M-16「DEF SUMMER」で参加。
- 極東最前線 （2000年7月16日）
  - 日本のロックバンドによる楽曲を収録したオムニバス・アルバム。M-2「コウモリ」で参加。
- ROCK THE ULTRAMAN （2006年5月10日）
  - 円谷プロ作品にて使用された楽曲のトリビュート・アルバム。M-8「死神の子守唄」で参加。
- tribute to Garlic Boys （2006年8月18日）
  - GARLIC BOYSのトリビュート・アルバム。M-4「Too Late True Love」で参加。
- The Very Best of PIZZA OF DEATH （2006年9月6日）
  - PIZZA OF DEATH RECORDSのオムニバス・アルバム。M-4「消せない足跡」で参加。
- Have A Slice Of Death PIZZA OF DEATH （2006年9月6日）
  - PIZZA OF DEATH RECORDSのオムニバス・アルバム。M-6「夕空のエレジー」で参加。
- LIV-ING HUSKING BEE-ING ~tribute to HUSKING BEE~ （2007年9月5日）
  - HUSKING BEEのトリビュート・アルバム。M-6「欠けボタンの浜」で参加。
- The Very Best of PIZZA OF DEATH Ⅱ （2010年4月21日）
  - PIZZA OF DEATH RECORDSのオムニバス・アルバム。M-8「ネクストZに捧ぐ」で参加。

## DVD
- PIZZA OF DEATH Music Video Anthology （2008年6月18日）
  - PIZZA OF DEATH RECORDSのミュージッククリップ集。「進化の堕し仔」「夕空のエレジー」「ダメになってもいいですか？」「フィールナッシング 」で参加。
- LAST LIVE 20110515 （2012年7月4日）
  - 2011年5月15日、新代田FEVERにて行われたMOGA THE ￥5のラストライブを収めたDVD。